# Transkriptionsfaktor IIA
Der Transkriptionsfaktor IIA (TFIIA) ist ein Proteinkomplex im Zellkern von Kiefermäulern. TFIIA ist Teil des Präinitiationskomplexes, der zu Beginn der Transkription für die genaue Positionierung der RNA-Polymerase II am Anfang des Gens notwendig ist. Im Besonderen geht TFIIA eine Bindung mit TFB (Teil von TFIID) ein und kann so die Transkriptionsaktivität regulieren.
TFIIA besteht aus zwei Untereinheiten mit 376 und 109 Aminosäuren Länge, wobei die zweite evolutionsbiologisch älter ist und selbst in einfachen Eukaryoten gefunden werden kann.